# Inflació

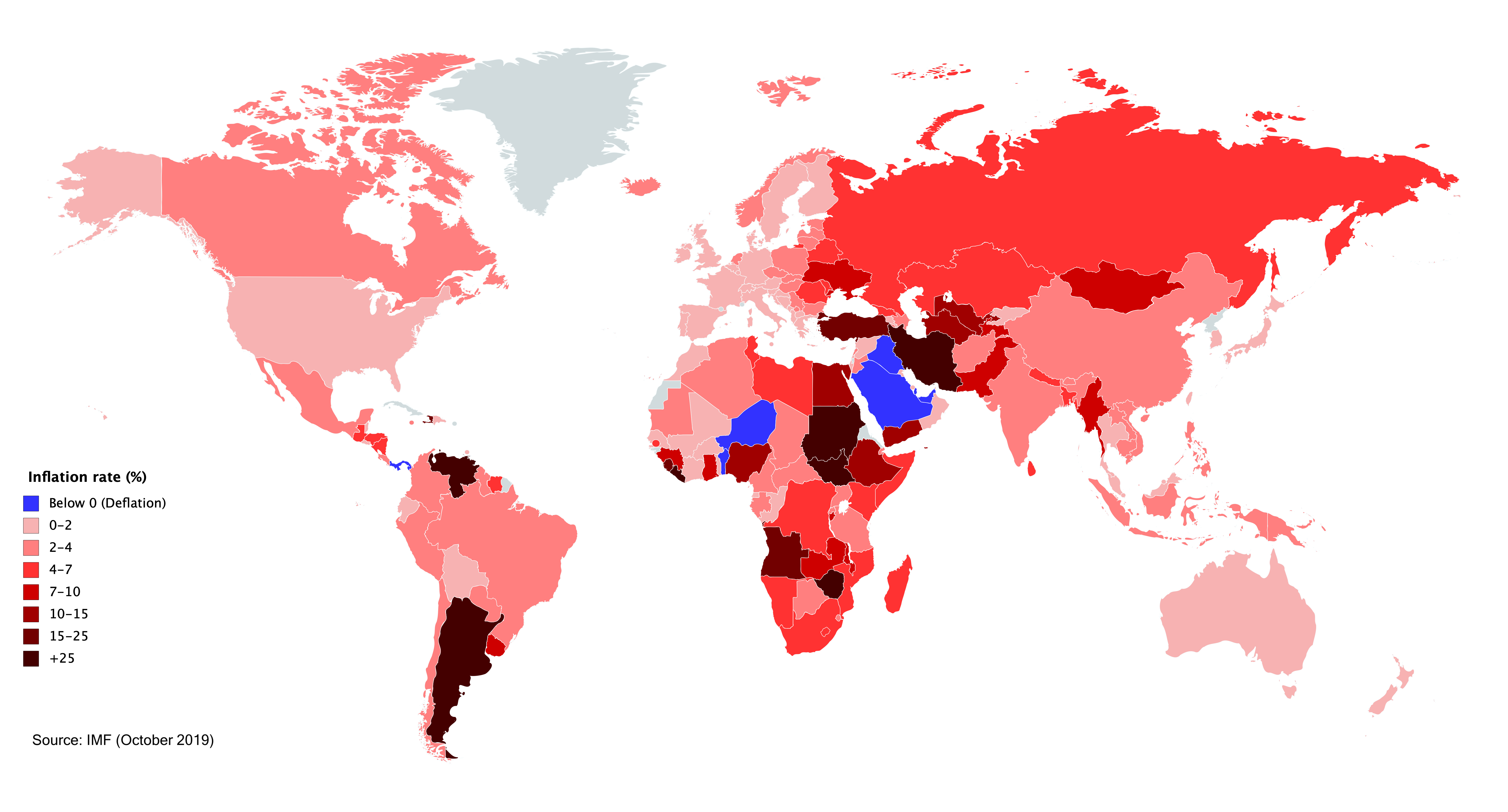
Taxes d'inflació arreu del món de l'any 2019, segons dades del CIA Factbook

La inflació és com es denomina a l'expansió de la massa monetària i sovint es caracteritza per una pujada generalitzada dels preus de les mercaderies i serveis. L'expansió de la massa monetària implica una dilució del valor de la moneda, cosa que comporta un increment dels preus. Cal remarcar que si l'increment de la massa monetària va acompanyat d'un increment de la producció no s'observarà increment dels preus.
El procés contrari a la inflació és la deflació.

## Causes
La fórmula general del nivell preus, elaborada per Irving Fisher, és:
{\displaystyle P={\frac {MV+M'V'}{T}}}
{\displaystyle P} és l'índex de preus, {\displaystyle M} la quantitat de diners en circulació, {\displaystyle V} la velocitat de circulació d'aquests diners, {\displaystyle M'} el volum de dipòsits bancaris i {\displaystyle V'} el ritme en què aquests es gasten. {\displaystyle T} és el volum de transaccions o, aproximadament, el nivell de comerç.
Cal destacar que l'Índex de Preus de Consum (IPC) no es calcula utilitzant aquesta fórmula (per impossibilitat tècnica), sinó  mitjançant una cistella de la compra que inclou una sèrie de productes, dels quals se'n mesura el preu nominal mitjà.
L'anàlisi de l'anterior fórmula permet elaborar els models de les principals teories de la inflació:
- La interpretació monetarista de Milton Friedman, que considera que en tot moment la inflació és causada per un excés relatiu de moneda i, per tant, és responsabilitat de la política monetària i financera de l'Estat. És a dir, simplifica la fórmula a {\displaystyle P=M/Q}, on {\displaystyle M} és la massa monetària existent i {\displaystyle Q} la quantitat de béns i serveis oferts.

- La visió dels post-keynesians, que distingeix tres tipus d'inflació que es poden complementar els uns als altres. Una és causada per un increment global de la demanda agregada, l'altra per la reducció de l'oferta agregada i finalment la de caràcter estructural: els espirals salaris-preus. Si bé els dos primers casos podria semblar que coincidissin amb la interpretació monetarista, cal dir que això no és necessàriament així perquè, per donar-ne un exemple, un increment de l'activitat productiva podria ocasionar aquest excés de demanda.

- L'última teoria principal de la inflació ens la donen alguns corrents de pensament que no diferencien entre la moneda i altres mercaderies i, per tant, consideren que el seu valor està subjecte a la llei de l'oferta i la demanda. Per tant consideren que, mentre hi hagi demanda, es pot emetre més moneda. Aquesta demanda pot ser ocasionada per l'oferta de béns i serveis o per l'atresorament ({\displaystyle M'V'} negatiu).

## Conseqüències

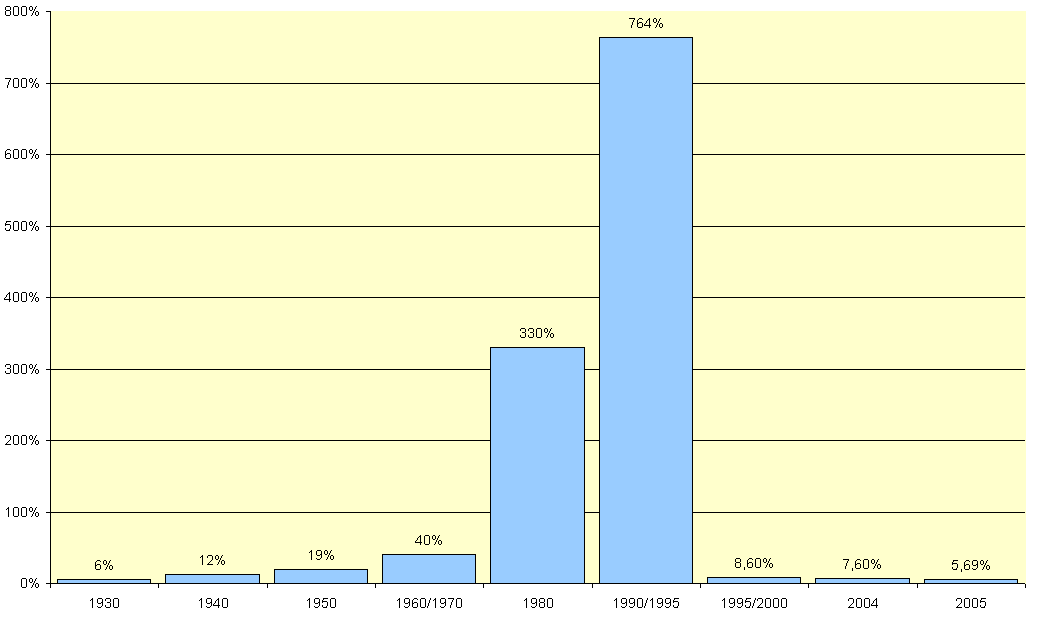
Inflació al Brasil 1930-2005

No hi ha consens sobre les conseqüències de la inflació sobre l'economia, sobretot perquè depenen de l'origen d'aquesta inflació. En general, però, es coincideix que té un efecte expansiu a curt termini i depressiu a llarg termini, si bé factors psicològics com per exemple la confiança poden distorsionar completament aquestes previsions.
Quant a la distribució de la riquesa, aquesta es desplaça dels que tenen uns ingressos fixos als que en tenen uns de més flexibles. Tradicionalment això ha coincidit amb els treballadors assalariats i pensionistes que perdien poder adquisitiu i empreses que augmentaven els seus guanys. La inflació també suposa un traspassament de riquesa dels creditors als deutors, sempre que aquest deute no es revisi amb l'IPC.
Als sistemes fiscals progressius la inflació també pot suposar una pujada dels impostos. Tanmateix, quan la inflació és producte d'una emissió excessiva de diners amb l'objectiu de finançar l'estat es pot considerar un impost ocult ja que es trasllada la riquesa del sector privat al sector públic.
La inflació també té una sèrie de costos externs perquè s'han d'actualitzar els preus amb més freqüència i hi ha una tendència a evitar l'atresorament de diners ja que aquests van perdent el seu valor, cosa que n'implica un ús menys racional.

## Lluita contra la inflació
Els efectes negatius ocasionats per les grans inflacions han fet que molts economistes hagin estudiat formes de lluitar contra ella. Algunes d'aquestes propostes s'han aplicat de forma draconiana, arribant a l'extrem de produir greus deflacions i el consegüent estancament de l'economia. Això succeeix especialment quan en comptes d'atendre a càlculs econòmics, s'actua per ideologia.
- L'augment dels tipus d'interès ocasiona un flux de diners circulants cap als dipòsits bancaris, i d'aquests cap al banc central, retirant l'excés de moneda. Aquesta mesura està específicament orientada cap al sector privat.
- Amb la política fiscal, reduint el dèficit públic o augmentant el superàvit. Això suposa que el sector públic retiri (o injecti menys) moneda al conjunt de l'economia.
- Els sostres de preus suposen una mesura d'intervencionisme directe al mercat, que desvirtuen la fluctuació dels preus. Sol ser utilitzada només a casos d'emergència, per evitar grans desordres econòmics, i a curt termini.
- L'emissió qualitativa de moneda, proposada per Walter Beveraggi, considera que el problema no és tant la quantitat de moneda respecte a producció, sinó en què s'està utilitzant aquesta. Per tant, proposa que a processos inflacionaris es retiri moneda que es dedicaria al consum (o a una gran demanda), augmentant-ne la que es dedica a l'augment de la producció (de l'oferta de béns i serveis). A moments de gran inflació, estaria justificat un augment de l'emissió de moneda, sempre que aquesta s'inverteixi a una producció de béns i serveis equivalents o superiors en valor.

## Inflacions històriques
Alguns processos inflacionaris han tingut un impacte històric especialment fort. Aquest és el cas, per exemple, de les grans hiperinflacions dels anys 20 a Europa central (especialment Alemanya i Àustria), on una combinació de la falta d'experiència en l'ús de diner fiduciari (després de la caiguda del patró or), la necessitat de finançament públic per a pagar els deutes de la guerra i el descontrol d'aquest procés varen reduir el valor dels bitllets al del paper on estaven impresos. N'és cèlebre l'exemple de mestresses que anaven amb carros plens de bitllets a comprar pa.
També destaca la crisi ocasionada als anys 70 quan l'emissió excessiva de dòlars dels Estats Units, per finançar la guerra de Vietnam, juntament amb la Crisi del Petroli, suposaren la destrucció de l'ordre econòmic de postguerra.
La majoria de les grans guerres i revolucions també venen acompanyades de processos inflacionaris, ja sigui per les necessitats de finançament, ja per la destrucció del teixit productiu o bé per una pèrdua de confiança en el futur (i per tant, en la moneda). Un cas famós és el de la Reichsmark a la fi de la Segona Guerra Mundial, que no valia res sense la cartilla de racionament i que, finalment, fou substituïda per cigarrets. El mateix succeí a la Guerra Civil Americana, la Revolució Russa, etc.

## Comentaris
La definició del terme 'Inflació' està molt disputat per qüestions polítiques i ideològiques. La definició provenint de la Gran enciclopèdia Catalana és inexacte. La definició original d'aquesta pàgina deia:
"La inflació és un fenomen econòmic que es caracteritza per una pujada generalitzada dels preus, en mercaderies i serveis."
Aquest terme és però incorrecte. Primerament, el significat etimològic d'inflació (inflar), no indica una pujada dels preus. Si una persona puja les escales, no s'infla. Si una persona puja a un ascensor o avió, no s'infla. Una pujada dels preus no implica inflació. L'expansió de la masa monetària és inflació. La pujada dels preus es llavors una conseqüència d'una expansió monetària.
1. ↑  TIKhistory. «How did Schacht's MEFO Bills work? Were they inflationary or not?», 19-07-2021. [Consulta: 2024-12-27, minuts 26'23 en endavant].